# Alexei Alexandrowitsch Maximow

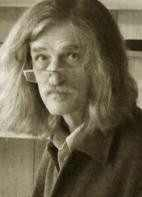
Alexei Maximow

Alexei Alexandrowitsch Maximow (russisch Алексе́й Алекса́ндрович Макси́мов; * 1952 in der UdSSR) ist ein sowjetischer und russischer Maler.
Alexei Maximow ist bekannt als Schöpfer von Emaille-Miniaturbildern und auch als Porträt-, Landschafts- und als Stilllebenmaler tätig. Seine Werke befinden sich in mehreren Kunstmuseen inner- und außerhalb Russlands. 1987 wurde er Mitglied des Malerbundes Russlands, insgesamt wurden seine Werke in mehr als 100 Kunstausstellungen in der Welt ausgestellt.
Er lebt in Sankt Petersburg.

## Porträts von Angehörigen von Königshäusern

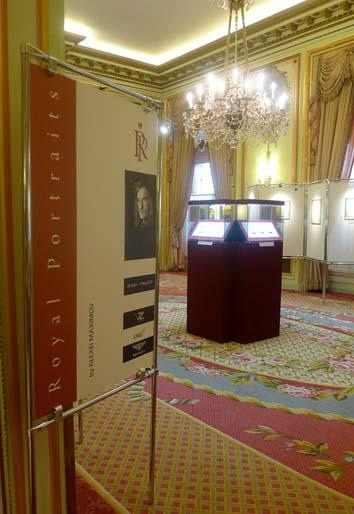
Ausstellung „Königliche Porträts“ Alexei Maximow, VZ Gallery, London

Zum ersten Mal in der Geschichte der russischen Kultur willigte Elisabeth II., die Königin von Großbritannien 1992 ein, vor russischen Künstlern Modell zu sitzen – diese Ehre wurde Maximow und Leonid Efros zuteil. Die Sitzung machte auf die Königin einen angenehmen Eindruck, sodass nach einer Woche auf ihre Empfehlung Prinzessin Anne für Maksimow Modell saß, und am 31. desselben Monats die Königin-Mutter. 1994 und 1999 wurden Sitzungen des Modellstehens in Den Haag (Niederlanden) und in Oslo (Norwegen) durchgeführt, bei denen der Maler regierende Monarchen dieser Länder darstellte.

## Ausstellungen
Die erste persönliche Ausstellung Maximows wurde 1979 zusammen mit dem Maler Leonid Efros im Heimatmuseum der Stadt Podolsk organisiert. Die zweite fand im selben Jahr im Staatlichen Literaturmuseum Moskau statt.
Zwei große Ausstellungen Maximows fanden Anfang der 1990er Jahre in der Rüstkammer des Moskauer Kremls statt, in welchen seine Werke im historischen Kunstkontext der Emaille-Maler in mehreren Jahrhunderten der russischen Geschichte dargestellt wurden.
1995 und 1999 hatte er seine persönlichen Ausstellungen in Deutschland (Dortmund, Witten), bei den Ausstellungen wurden Graphiken und Gemälde gezeigt.

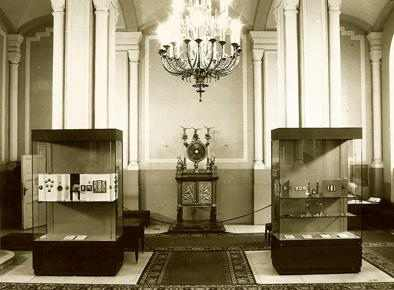
Exposition der Ausstellung in der Rüstkammer der Museen des Moskauer Kremls

1991 wurde vom Maler auf Bestellung der Museen des Moskauer Kremls mit Beistand des Alexander-Konanychin-Fonds für die Jubiläumsausstellung „Die Welt von Fabergé“ eine Miniatur „Porträt des Faberge“ gemalt. Die Ausstellungsveranstalter – Museumsexperten stellten die Miniatur im zentralen Schaukasten der Ausstellung aus, zusammen mit dem Schlüsselwerk der Ausstellung, dem Osterei „Moskauer Kreml“. Die Ausstellung wurde nach Moskau noch in einigen Großständen der Welt gezeigt.
Im April 2012 fand in London eine Ausstellung der Werke von Alexei Maximow „Königliche Porträts“ statt, welche dem 50-jährigen Thronjubiläum von Königin Elisabeth II. sowie dem 20. Jahrestag nach der ersten Sitzung im Buckingham Palace (3. März 1992) gewidmet war. Bei dieser Ausstellung wurden Emaille-Miniaturen mit Darstellung der Königin Elisabeth II, der Königin-Mutter, der Prinzessin Anna, der Königin Beatrix, des Königs Harald V. und der Königin Sonja gezeigt, Modellzeichnungen sowie mehr als 50 Fotografien, die bei den Sitzungen gemacht wurden.

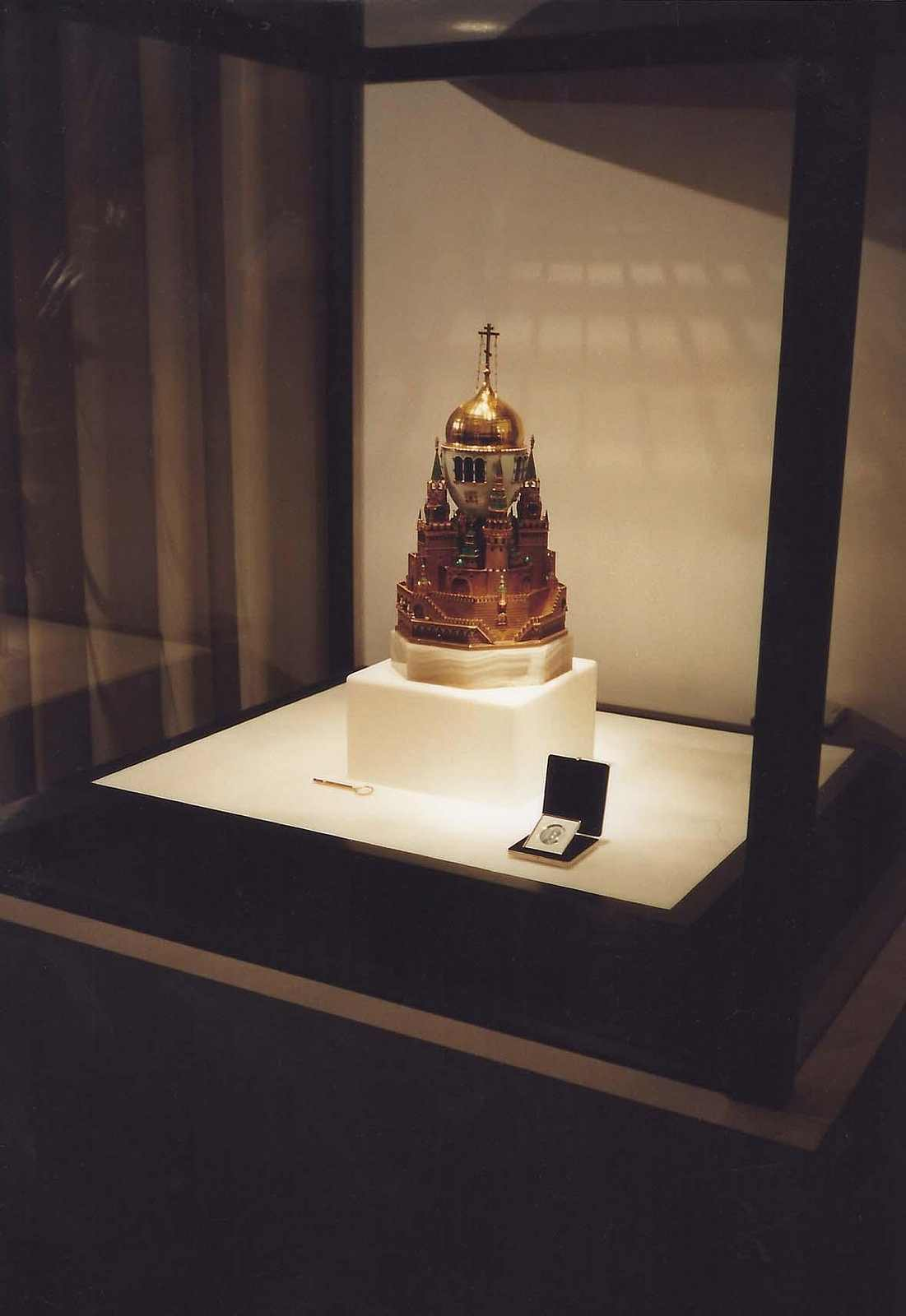
Die zentrale Schaukasten der Ausstellung „Die Welt von Faberge“

Königin Elisabeth II. willigte ein, zum Jubiläum der Thronbesteigung eins der Porträts, das ein Teil der Kollektion war, als Geschenk anzunehmen, welches nach Abschluss der Ausstellung in den Buckingham Palace gebracht wurde.

## Technik
Die Herstellung einer solchen Emaille-Miniatur kann mehr als zwölf Monate dauern. Die Miniaturen werden mit weißem Gold, Silber und Diamanten umrahmt.

## Auszeichnungen
1982 wurde Maximow für zwei Miniaturen Porträt Dmitri Werewitinows und Porträt der Malerin Inna Olewskaja bei der III. Quadriennale der dekorativen Kunst in Erfurt mit dem internationalen Preis für hervorragende künstlerische Leistungen ausgezeichnet. 1988 bekam er den Hauptpreis der Ausstellung „Emaille- 88“ der Leningrader Abteilung des Malerbundes Russlands für das Triptychon „Berge, Stadt, Gotik“. Im selben Jahr wurde die Miniatur „Vernissage“ nach Erhalt des Einkaufs-Preises im Emaille-Museum in Limoges (Frankreich) ausgestellt.

## Museumssammlungen
- Museen des Moskauer Kremls, Moskau
- Staatliche Eremitage, St. Petersburg
- Staatliche Historische Museum, Moskau
- Staatliches Literaturmuseum, Moskau
- Staatliches Museums-Reservat Zarizyno, Moskau
- Allrussisches Museum für dekorative und angewandte Kunst, Moskau
- Staatliches Museum für Stadtgeschichte, Peter-und-Paul-Festung, St. Petersburg
- F.M.Dostojewski-Literaturmuseum, St. Petersburg
- Emailmuseum der Stadt Limoges, Limoges (Frankreich)
- Sammlung von Königin Elizabeth II., London

## Werke (Auswahl)

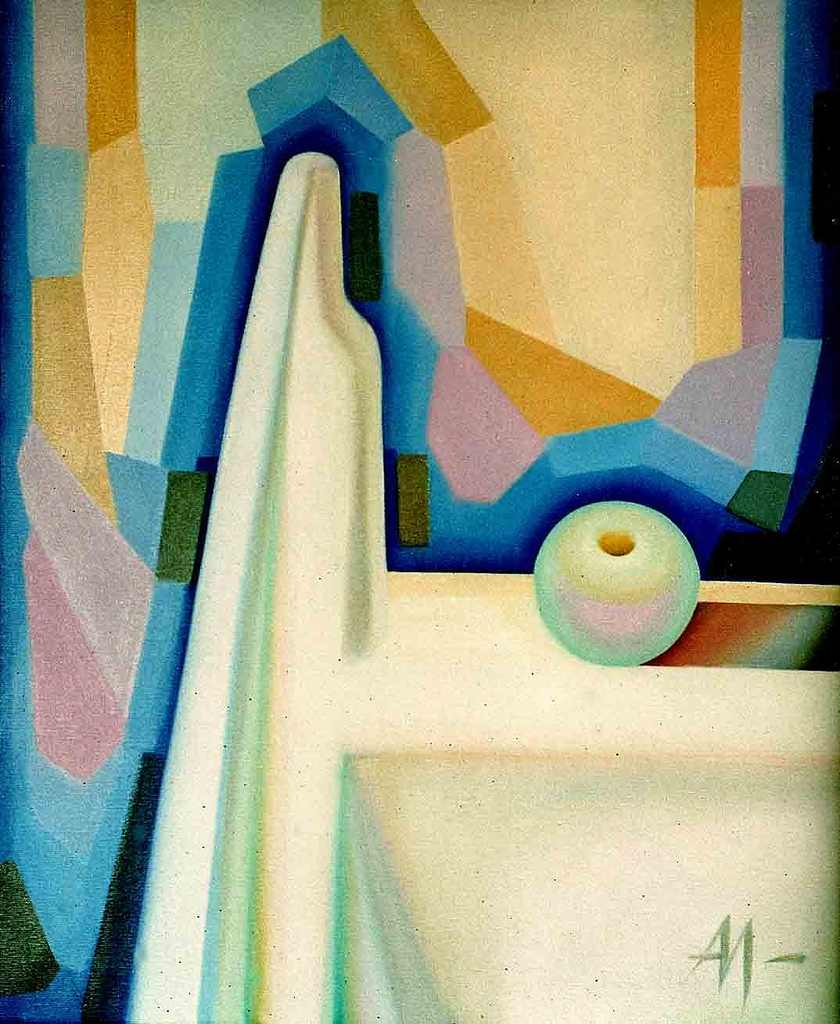
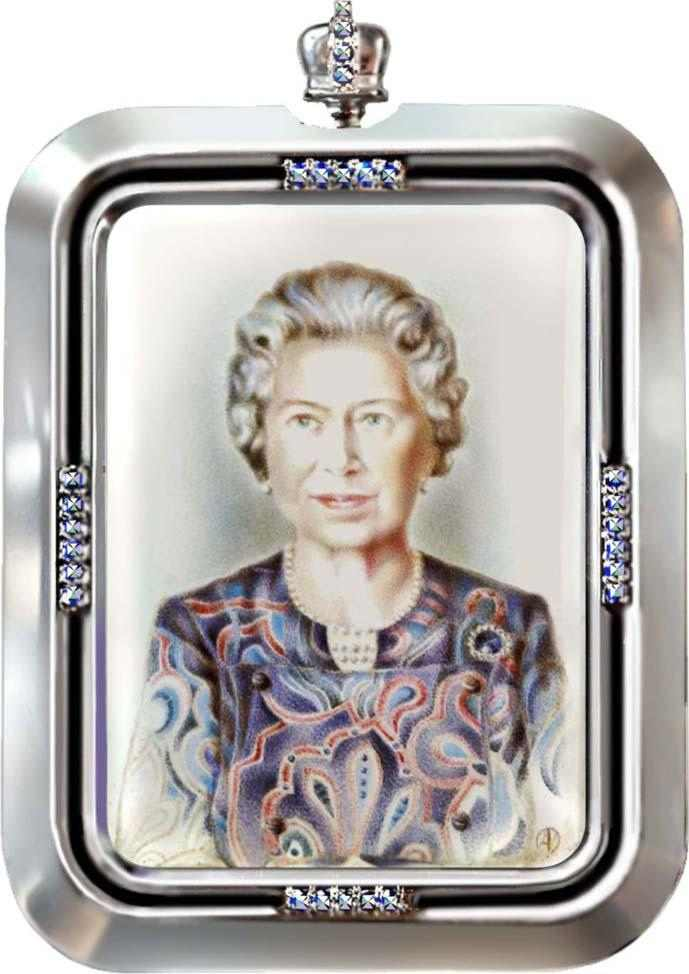
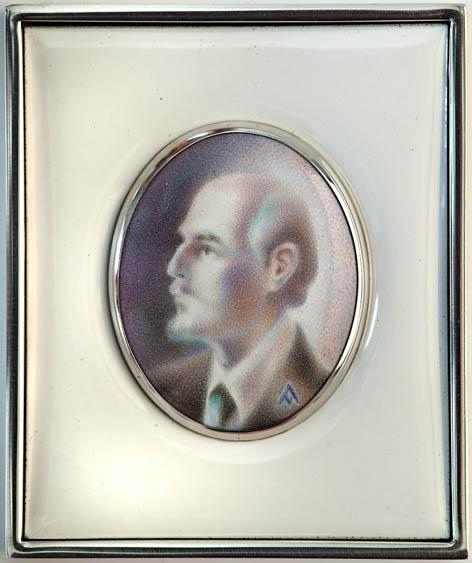
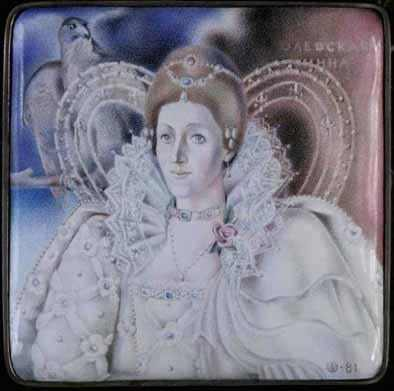
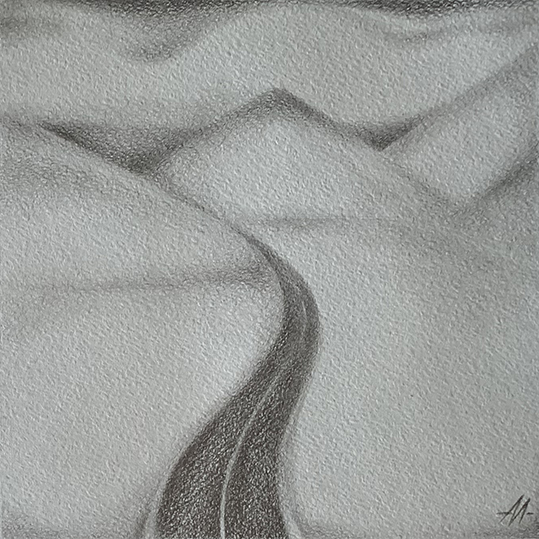
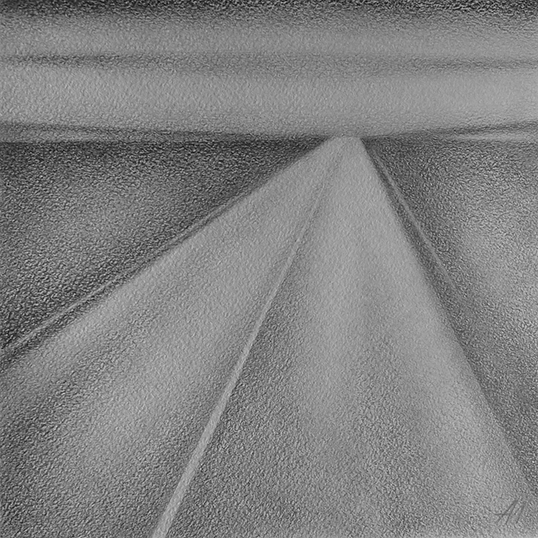